# Polen-Rundfahrt 2023
Die Polen-Rundfahrt 2023 war die 80. Austragung des polnischen Etappenrennens. Das Radrennen fand vom 29. Juli bis zum 4. August im Rahmen von sieben Etappen statt und war Teil der UCI WorldTour 2023. Die Rundfahrt überschnitt sich im Jahr 2023 mit der Clásica San Sebastián.
Gesamtsieger wurde der Slowene Matej Mohorič (Bahrain Victorious), der sich eine Sekunde vor João Almeida (UAE Team Emirates) durchsetzte. Der dritte Gesamtrang ging an Michał Kwiatkowski (Ineos Grenadiers) mit 17 Sekunden Rückstand. Neben der Gesamtwertung gewann Matej Mohorič auch die Sprintwertung, während sich Markus Hoelgaard (Lidl-Trek) die Bergwertung sicherte. Die Wertung des aktivsten Fahrers entschied Patryk Stosz für sich und die Mannschaftswertung gewann das UAE Team Emirates.

## Streckenführung
Insgesamt legten die Fahrer in den sieben Etappen 1130,5 Kilometer zurück. Es standen drei flache und drei hüglige Etappen mit einer Bergankunft, sowie ein Einzelzeitfahren auf dem Programm. Die Rundfahrt begann mit einem flachen Abschnitt um Poznań im westlichen Teil des Landes. Im Anschluss führte die Strecke bereits am zweiten Etappentag in Richtung Süden, wo das Riesengebirge durchfahren wurde. Nach einer Bergankunft in Karpacz folgte eine weitere stark profilierte Etappe, ehe die Rundfahrt über einen flacheren Abschnitt in die Karpaten führte. Die 6. Etappe wurde im Rahmen eines Einzelzeitfahrens in Katowice ausgetragen, bevor das Etappenrennen mit einer flachen Zielankunft in Krakau endete. Der höchste Punkt des Rennens wurde auf der 5. Etappe erreicht und befand sich auf der Przełęcz Salmopolska auf 919 Metern Seehöhe.
| Etappe         | Datum              | Strecke                    | Typ                 | km     |
| -------------- | ------------------ | -------------------------- | ------------------- | ------ |
| 1              | Sa, 29. Juli 2023  | Poznań – Poznań            | Flachetappe         | 183,7  |
| 2              | So, 30. Juli 2023  | Leszno – Karpacz           | Hochgebirgsetappe   | 202,9  |
| 3              | Mo, 31. Juli 2023  | Wałbrzych – Duszniki-Zdrój | Mittelgebirgsetappe | 163,3  |
| 4              | Di, 1. August 2023 | Strzelin – Opole           | Mittelgebirgsetappe | 198,6  |
| 5              | Mi, 2. August 2023 | Pszczyna – Bielsko-Biała   | Mittelgebirgsetappe | 198,8  |
| 6              | Do, 3. August 2023 | Katowice – Katowice        | Einzelzeitfahren    | 16,6   |
| 7              | Fr, 4. August 2023 | Zabrze – Krakau            | Mittelgebirgsetappe | 166,6  |
| Gesamtdistanz: | Gesamtdistanz:     | Gesamtdistanz:             | Gesamtdistanz:      | 1130,5 |

## Reglement
Im Rahmen der 80. Auflage wurden Trikots für die Gesamtwertung (gelb), Sprintwertung (weiß), Bergwertung (weiß mit blauen Punkten) und den aktivsten Fahrer (blau) vergeben. Im Rahmen der Bonussprints gab es die Möglichkeit Punkte für die Wertung des aktivsten Fahrers zu sammeln. Die Bonussprints hatten jedoch keine Auswirkung auf die Sprintwertung. Für die Teamwertung wurden die Zeiten der drei besten Fahrer pro Etappe zusammengezählt. Während den Etappen gab es die Möglichkeit, Zeitbonifikationen zu gewinnen, um sich in der Gesamtwertung zu verbessern. Die Vergabe der Sekunden sowie der Punkte für die Punkte- und Bergwertung wird in der folgenden Tabelle erklärt.
|                  |              | 1. | 2. | 3. | 4. | 5. | 6. | 7. | 8. | 9. | 10. | 11. | 12. | 13. | 14. | 15. | 16. | 17. | 18. | 19. | 20. | Platz    |
| Sprintwertung    | Zielankunft  | 20 | 19 | 18 | 17 | 16 | 15 | 14 | 13 | 12 | 11  | 10  | 9   | 8   | 7   | 6   | 5   | 4   | 3   | 2   | 1   | Punkte   |
| Aktivster Fahrer | Bonussprint  | 3  | 2  | 1  |    |    |    |    |    |    |     |     |     |     |     |     |     |     |     |     |     | Punkte   |
| Bergwertung      | 1. Kategorie | 10 | 7  | 5  | 3  | 2  |    |    |    |    |     |     |     |     |     |     |     |     |     |     |     | Punkte   |
| Bergwertung      | 2. Kategorie | 5  | 3  | 2  | 1  |    |    |    |    |    |     |     |     |     |     |     |     |     |     |     |     | Punkte   |
| Bergwertung      | 3. Kategorie | 3  | 2  | 1  |    |    |    |    |    |    |     |     |     |     |     |     |     |     |     |     |     | Punkte   |
| Bonussekununden  | Zielankunft  | 10 | 6  | 4  |    |    |    |    |    |    |     |     |     |     |     |     |     |     |     |     |     | Sekunden |
| Bonussekununden  | Bonussprint  | 3  | 2  | 1  |    |    |    |    |    |    |     |     |     |     |     |     |     |     |     |     |     | Sekunden |

Weiters umfasste das Reglement Spezial-Sprints, bei denen Preisgeld vergeben wurden, sowie eine U23-Wertung, die nach dem tödlich verunglückten Bjorg Lambrecht benannt war.

## Teilnehmende Mannschaften und Fahrer
Neben den 18 UCI WorldTeams starteten auch 5 UCI ProTeams sowie eine Auswahl des polnischen Nationalteams bei dem Rennen. Für jedes Team waren sieben Fahrer startberechtigt.
Als Favoriten galten: Geraint Thomas, Thymen Arensman, Pavel Sivakov (alle Ineos Grenadiers), João Almeida, Brandon McNulty (beide UAE Team Emirates), Damiano Caruso (Bahrain Victorious), Sergio Higuita, Lennard Kämna (beide Bora-hansgrohe), Eddie Dunbar (Jayco AlUla), Tobias Foss (Jumbo-Visma), Mattia Cattaneo, Ilan Van Wilder (beide Soudal Quick-Step) und Max Poole (DSM-Firmenich). Hinzu kamen die beiden Polen Michał Kwiatkowski (Ineos Grenadiers) und Rafał Majka (UAE Team Emirates), bei denen jedoch nicht klar war, ob sich aufs Gesamtklassement konzentrieren würden.
Mit Tim Merlier (Soudal Quick-Step), Sam Bennett (Bora-hansgrohe), Olav Kooij (Jumbo-Visma), Fernando Gaviria (Movistar), Pascal Ackermann (UAE Team Emirates), Max Walscheid (Cofidis), Jakub Mareczko (Deceuninck-Alpecin), Gerben Thijssen, Hugo Page (beide Intermarché-Circus-Wanty) und Jon Aberasturi (Lidl-Trek) gingen mehrere endschnelle Fahrer bei dem Rennen an den Start.
Im Zeitfahren der sechsten Etappe galten neben dem Weltmeister Tobis Foss, Stefan Bissegger (EF Education-EasyPost), Matteo Sobrero (Jayco AlUla) und Josef Černý (Soudal Quick-Step) als mögliche Siegesanwärter.
| UCI WorldTeams | UCI WorldTeams        | UCI WorldTeams | UCI WorldTeams           | UCI WorldTeams | UCI WorldTeams     | UCI ProTeams | UCI ProTeams           | Nationalteams |
| -------------- | --------------------- | -------------- | ------------------------ | -------------- | ------------------ | ------------ | ---------------------- | ------------- |
| ACT            | AG2R Citroën Team     | GFC            | Groupama-FDJ             | ARK            | Team Arkéa-Samsic  | HPM          | Human Powered Health   | Polen         |
| ADC            | Alpecin-Deceuninck    | IGD            | Ineos Grenadiers         | DSM            | Team DSM-Firmenich | LDT          | Lotto Dstny            |               |
| AST            | Astana Qazaqstan Team | ICW            | Intermarché-Circus-Wanty | JAY            | Team Jayco AlUla   | Q36          | Q36.5 Pro Cycling Team |               |
| TBV            | Bahrain Victorious    | TJV            | Jumbo-Visma              | UAD            | UAE Team Emirates  | TNN          | Team Novo Nordisk      |               |
| BOH            | Bora-Hansgrohe        | LTK            | Lidl-Trek                |                |                    | TUD          | Tudor Pro Cycling Team |               |
| COF            | Cofidis               | MOV            | Movistar Team            |                |                    |              |                        |               |
| EFE            | EF Education-EasyPost | SOQ            | Soudal Quick-Step        |                |                    |              |                        |               |

## Rennverlauf und Ergebnisse
Die erste Etappe endete in einem Massensprint in dem sich Tim Merlier (Soudal Quick-Step) vor Olav Kooij (Jumbo-Visma) und Fernando Gaviria (Movistar) durchsetzte. Rund vier Kilometer vor dem Ziel kam auf den nassen Straßen zu einem Sturz im Hauptfeld, in den auch João Almeida (UAE Team Emirates), Thymen Arensman (Ineos Grenadiers) und Matej Mohorič (Bahrain Victorious) involviert waren. Die gestürzten Fahrer wurden jedoch mit der Zeit des Etappensiegers gewertet. Zudem wurden auf der ersten Etappe keine Zeitbonifikationen vergeben.
Bereits auf der zweiten Etappe fand in Karpacz die einzige Bergankunft der Rundfahrt statt. Im Sprint setzte sich Matej Mohorič vor João Almeida, ehe Michał Kwiatkowski (Ineos Grenadiers) als erster einer Gruppe von acht Fahrern mit einem Rückstand von vier Sekunden folgte. Der Schlussanstieg führte zu einer Selektion im Gesamtklassement, wobei Damiano Caruso (Bahrain Victorious) 30 Sekunden verlor und Sergio Higuita (Bora-hansgrohe) das Zeil mit einem Rückstand von 45 Sekunden erreichte. Thymen Arensman und Geraint Thomas (beide Ineos Grenadiers) erreichten das Ziel mit einem Rückstand von mehr als drei Minuten und fielen in der Gesamtwertung weit zurück. Der Etappensieger Matej Mohorič übernahm das Gelbe Trikot von Tim Merlier und lag nun vier Sekunden vor João Almeida und zehn Sekunden vor Michał Kwiatkowski. Die restlichen Fahrer der Top 10 wiesen einen Rückstand von 14 Sekunden auf.
Auf der selektiven dritten Etappe kam es zu einem Sprint aus einer kleinen Gruppe. In diesem setzte sich Rafał Majka (UAE Team Emirates) vor dem Gesamtführenden Matej Mohorič und Michał Kwiatkowski durch. Die ersten 25 Fahrer wurden mit der gleichen Zeit gewertet. In der Gesamtwertung rückte Rafał Majka auf den zweiten Rang vor und lag nun zeitgleich mit seinem Teamkollegen João Almeida zehn Sekunden hinter Matej Mohorič der das Gelbe Trikot verteidigte.
Die vierte Etappe endete in einem Massensprint, den Olav Kooji vor Marijn van den Berg (EF Education-EasyPost) und Matteo Moschetti (Q36.5) gewann. Auf der fünften Etappe kam es zu einem Sprint aus einem reduzierten Fahrerfeld, in dem sich Marijn van den Berg vor Matej Mohorič und João Almeida durchsetzte. Vor dem Einzelzeitfahren lag Matej Mohorič nun zwölf Sekunden vor João Almeida.
Das Einzelzeitfahren der sechsten Etappe gewann der Italiener Mattia Cattaneo (Soudal Quick-Step) mit einem Vorsprung von 13 Sekunden auf João Almeida. Geraint Thomas folgte als Etappendritter mit einer weiteren Sekunde Rückstand. Matej Mohorič verteidigte mit Platz elf die Gesamtführung, liegt nun jedoch Zeitgleich mit João Almeida auf der ersten Position. Dahinter folgt Michał Kwiatkowski mit einem Rückstand von 14 Sekunden.
Auf der letzten Etappe setzte sich Matej Mohorič beim ersten Zwischensprint vor João Almeida durch und lag somit im Gesamtklassement eine Sekunde vor dem Portugiesen. Beide erreichten das Ziel im Hauptfeld, womit Matej Mohorič als Gesamtsieger der Rundfahrt feststand. Im Zielsprint setzte sich Tim Merlier vor Arvid de Kleijn (Tudor) und Fernando Gaviria durch und feierte so seinen zweiten Etappensieg.
Etappe 1: Poznań – Poznań (183,7 km)
Die erste Etappe startete und endete in Poznań. Die einzige Bergwertung der flachen Strecke, sowie der erste Zwischensprint wurden in Suchy Las bereits nach rund 15 Kilometern erreicht. Die Bergwertung befand sich auf einer Höhe von 131 Metern und war als Anstieg der 3. Kategorie klassifiziert. Im Anschluss wurden weitere Zwischensprint in Murowana Goślina und Kostrzyn ausgefahren. Weiters gab es zwei Spezial-Sprints in Pobiedziska und Środa Wielkopolska. Das Ziel befand sich auf der Tor Poznań Rennstrecke, die im Finale einmal absolviert wurde. Rund zwei Kilometer vor dem Ziel stieg die Straße für rund einen Kilometer an und wies dabei maximale Steigungsprozente von bis zu 14 % auf. Die rund 300 Meter lange Zielgerade war jedoch flach.
| Platz | Fahrer                | Nation | Team                     | Zeit                   |
| ----- | --------------------- | ------ | ------------------------ | ---------------------- |
| 01.   | Tim Merlier           | BEL    | Soudal Quick-Step        | 4:10:18 h (44,03 km/h) |
| 02.   | Olav Kooij            | NED    | Jumbo-Visma              | "                      |
| 03.   | Fernando Gaviria      | COL    | Movistar                 | "                      |
| 04.   | Sam Bennett           | IRL    | Bora-hansgrohe           | "                      |
| 05.   | Max Walscheid         | GER    | Cofidis                  | "                      |
| 06.   | Maciej Paterski       | POL    | Polen                    | "                      |
| 07.   | Stanisław Aniołkowski | POL    | Human Powered Health     | "                      |
| 08.   | Jon Aberasturi        | ESP    | Lidl-Trek                | "                      |
| 09.   | Jakub Mareczko        | ITA    | Alpecin-Deceuninck       | "                      |
| 10.   | Gerben Thijssen       | BEL    | Intermarché-Circus-Wanty | "                      |

| Platz | Fahrer                | Nation | Team                     | Zeit                   |
| ----- | --------------------- | ------ | ------------------------ | ---------------------- |
| 01.   | Tim Merlier           | BEL    | Soudal Quick-Step        | 4:10:18 h (44,03 km/h) |
| 02.   | Olav Kooij            | NED    | Jumbo-Visma              | "                      |
| 03.   | Fernando Gaviria      | COL    | Movistar                 | "                      |
| 04.   | Sam Bennett           | IRL    | Bora-hansgrohe           | "                      |
| 05.   | Max Walscheid         | GER    | Cofidis                  | "                      |
| 06.   | Maciej Paterski       | POL    | Polen                    | "                      |
| 07.   | Stanisław Aniołkowski | POL    | Human Powered Health     | "                      |
| 08.   | Jon Aberasturi        | ESP    | Lidl-Trek                | "                      |
| 09.   | Jakub Mareczko        | ITA    | Alpecin-Deceuninck       | "                      |
| 10.   | Gerben Thijssen       | BEL    | Intermarché-Circus-Wanty | "                      |

Etappe 2: Leszno – Karpacz (202,9 km)
Die zweite Etappe startete in Leszno und endete mit einer Bergankunft in Karpacz auf einer Höhe von 792 Metern. Vom ersten Kilometer an führte die Strecke in Richtung Süden und passierte nach 17,4 Kilometern den ersten Zwischensprint in Góra. Im Anschluss gelangten die Fahrer über Lubin zum Spezialspint in Świeradów-Zdrój. Nun führte die Strecke ins Riesengebirge und überquerte nach zwei nicht-kategorisierten Anstiegen den Przełęcz pod Średnicą (566 m), der als Bergwertung der 2. Kategorie klassifiziert war. Unweit des Seidorf Mountain Resort wurde in der Gemeinde Sosnówka (655 m), rund 40 Kilometer vor dem Ziel eine weitere Bergwertung der 2. Kategorie abgenommen, ehe am Ufer des Zbiornik Sosnówka der zweite Spezial-Sprint erfolgte. Kurze Zeit später begann die Straße anzusteigen und führte über Miłków, Ściegny zum Zielort Karpacz, wo sich die Ziellinie auf der Olimpijska neben einem großen Parkplatz befand. Die unrhythmische Schlusssteigung war rund drei Kilometer lang und beinhaltete Rampen von bis zu 15 %.
| Platz | Fahrer              | Nation | Team                  | Zeit                   |
| ----- | ------------------- | ------ | --------------------- | ---------------------- |
| 01.   | Matej Mohorič       | SLO    | Bahrain Victorious    | 4:56:59 h (40,99 km/h) |
| 02.   | João Almeida        | POR    | UAE Team Emirates     | "                      |
| 03.   | Michał Kwiatkowski  | POL    | Ineos Grenadiers      | + 0:04 min             |
| 04.   | Oscar Onley         | GBR    | Team DSM              | "                      |
| 05.   | Ilan Van Wilder     | BEL    | Soudal Quick-Step     | "                      |
| 06.   | Lenny Martinez      | FRA    | Groupama-FDJ          | "                      |
| 07.   | Samuele Battistella | ITA    | Astana Qazaqstan Team | "                      |
| 08.   | Eddie Dunbar        | IRL    | Team Jayco AlUla      | "                      |
| 09.   | Sylvain Moniquet    | BEL    | Lotto Dstny           | "                      |
| 10.   | Rafał Majka         | POL    | UAE Team Emirates     | "                      |

| Platz | Fahrer              | Nation | Team                  | Zeit       |
| ----- | ------------------- | ------ | --------------------- | ---------- |
| 01.   | Matej Mohorič       | SLO    | Bahrain Victorious    | 9:07:07 h  |
| 02.   | João Almeida        | POR    | UAE Team Emirates     | + 0:04 min |
| 03.   | Michał Kwiatkowski  | POL    | Ineos Grenadiers      | + 0:10 min |
| 04.   | Ilan Van Wilder     | BEL    | Soudal Quick-Step     | + 0:14 min |
| 05.   | Samuele Battistella | ITA    | Astana Qazaqstan Team | "          |
| 06.   | Eddie Dunbar        | IRL    | Team Jayco AlUla      | "          |
| 07.   | Oscar Onley         | GBR    | Team DSM              | "          |
| 08.   | Sylvain Moniquet    | BEL    | Lotto Dstny           | "          |
| 09.   | Lenny Martinez      | FRA    | Groupama-FDJ          | "          |
| 10.   | Rafał Majka         | POL    | UAE Team Emirates     | "          |

Etappe 3: Wałbrzych – Duszniki-Zdrój (163,6 km)
Die dritte Etappe führte von Wałbrzych durch das Riesengebirge nach Duszniki-Zdrój. Nach einer hügligen Anfangsphase wurde bereits nach 28,2 Kilometern in Walim (731 m) die erste Bergwertung der 2. Kategorie überquert. Die nachfolgende Abfahrt führte zum einzigen Spezial-Sprint in Pieszyce, ehe mit der Przełęczy Jugowskiej (798 m) der erste Pass überquert wurde. Dieser war ebenfalls als Bergwertung der 2. Kategorie klassifiziert. Mit der Przełęcz Woliborska und dem Anstieg von Srebrna Góra folgten zwei nicht-kategorisierte Steigungen, ehe die Strecke flach über Ścinawka Średnia zum Zielort führte, der 25 Kilometer vor dem Ziel durchfahren wurde. Unmittelbar darauf folgte ein rund sieben Kilometer langer Anstieg, der beim Skigebiet Zieleniec (889 m) endete. Obwohl die Steigungsprozente im oberen Teil deutlich nachlassen, wurde auch hier eine Bergwertung der 2. Kategorie abgenommen. Nachdem die Kuppe rund 13 Kilometer vor dem Ziel überquert worden war, folgte eine längere Abfahrt, bevor die letzten Meter mit Steigungsprozenten von fast 20 % zur Ziellinie führten, die sich auf der Biathlon-Anlage von Duszniki-Zdrój befand.
| Platz | Fahrer             | Nation | Team                  | Zeit                   |
| ----- | ------------------ | ------ | --------------------- | ---------------------- |
| 01.   | Rafał Majka        | POL    | UAE Team Emirates     | 4:07:55 h (39,27 km/h) |
| 02.   | Matej Mohorič      | SLO    | Bahrain Victorious    | "                      |
| 03.   | Michał Kwiatkowski | POL    | Ineos Grenadiers      | "                      |
| 04.   | Ilan Van Wilder    | BEL    | Soudal Quick-Step     | "                      |
| 05.   | Oscar Onley        | GBR    | Team DSM              | "                      |
| 06.   | Christian Scaroni  | ITA    | Astana Qazaqstan Team | "                      |
| 07.   | Lenny Martinez     | FRA    | Groupama-FDJ          | "                      |
| 08.   | Andrea Vendrame    | ITA    | AG2R Citroën Team     | "                      |
| 09.   | João Almeida       | POR    | UAE Team Emirates     | "                      |
| 10.   | Sergio Higuita     | COL    | Bora-hansgrohe        | "                      |

| Platz | Fahrer              | Nation | Team                  | Zeit       |
| ----- | ------------------- | ------ | --------------------- | ---------- |
| 01.   | Matej Mohorič       | SLO    | Bahrain Victorious    | 13:14:56 h |
| 02.   | Rafał Majka         | POL    | UAE Team Emirates     | + 0:10 min |
| 03.   | João Almeida        | POR    | UAE Team Emirates     | "          |
| 04.   | Michał Kwiatkowski  | POL    | Ineos Grenadiers      | + 0:12 min |
| 05.   | Ilan Van Wilder     | BEL    | Soudal Quick-Step     | + 0:20 min |
| 06.   | Samuele Battistella | ITA    | Astana Qazaqstan Team | "          |
| 07.   | Oscar Onley         | GBR    | Team DSM              | "          |
| 08.   | Eddie Dunbar        | IRL    | Team Jayco AlUla      | "          |
| 09.   | Lenny Martinez      | FRA    | Groupama-FDJ          | "          |
| 10.   | Sylvain Moniquet    | BEL    | Lotto Dstny           | "          |

Etappe 4: Strzelin – Opole (198,6 km)
Die vierte Etappe startete in Strzelin und führte auf großteils flachem Terrain nach Opole. Zunächst führte die Strecke für rund 30 Kilometer in Richtung Nordwesten, ehe in Sobótka der erste Zwischensprint ausgefahren wurde. Nach einer nicht-kategorisierten Steigung wurde wenig später in Strzegomiany (228 m) die einzige Bergwertung des Tages abgenommen. Diese war als Anstieg der 3. Kategorie klassifiziert. Im Anschluss führte die Strecke über Strzelin und Grodków nach Südosten, wobei in beiden Städten Zwischensprints ausgefahren wurden. Bei Gogolin drehte die Fahrtrichtung gen Norden und es folgten rund 20 flache Kilometer, die zum Zielort Opole führten. Der Zielstrich befand sich auf der rund 400 Meter langen, leicht ansteigenden Geraden der Ozimska.
| Platz | Fahrer              | Nation | Team                   | Zeit                   |
| ----- | ------------------- | ------ | ---------------------- | ---------------------- |
| 01.   | Olav Kooij          | NED    | Jumbo-Visma            | 4:23:15 h (45,37 km/h) |
| 02.   | Marijn van den Berg | NED    | EF Education-EasyPost  | "                      |
| 03.   | Matteo Moschetti    | ITA    | Q36.5 Pro Cycling Team | "                      |
| 04.   | Max Walscheid       | GER    | Cofidis                | "                      |
| 05.   | Sam Bennett         | IRL    | Bora-hansgrohe         | "                      |
| 06.   | Jakub Mareczko      | ITA    | Alpecin-Deceuninck     | "                      |
| 07.   | Tim Merlier         | BEL    | Soudal Quick-Step      | "                      |
| 08.   | Arvid de Kleijn     | NED    | Tudor Pro Cycling Team | "                      |
| 09.   | Lionel Taminiaux    | BEL    | Alpecin-Deceuninck     | "                      |
| 10.   | Matyáš Kopecký      | CZE    | Team Novo Nordisk      | "                      |

| Platz | Fahrer              | Nation | Team                  | Zeit       |
| ----- | ------------------- | ------ | --------------------- | ---------- |
| 01.   | Matej Mohorič       | SLO    | Bahrain Victorious    | 17:38:11 h |
| 02.   | João Almeida        | POR    | UAE Team Emirates     | + 0:10 min |
| 03.   | Rafał Majka         | POL    | UAE Team Emirates     | "          |
| 04.   | Michał Kwiatkowski  | POL    | Ineos Grenadiers      | + 0:12 min |
| 05.   | Eddie Dunbar        | IRL    | Team Jayco AlUla      | + 0:20 min |
| 06.   | Ilan Van Wilder     | BEL    | Soudal Quick-Step     | "          |
| 07.   | Oscar Onley         | GBR    | Team DSM              | "          |
| 08.   | Samuele Battistella | ITA    | Astana Qazaqstan Team | "          |
| 09.   | Lenny Martinez      | FRA    | Groupama-FDJ          | "          |
| 10.   | Sylvain Moniquet    | BEL    | Lotto Dstny           | "          |

Etappe 5: Pszczyna – Bielsko-Biała (198,8 km)

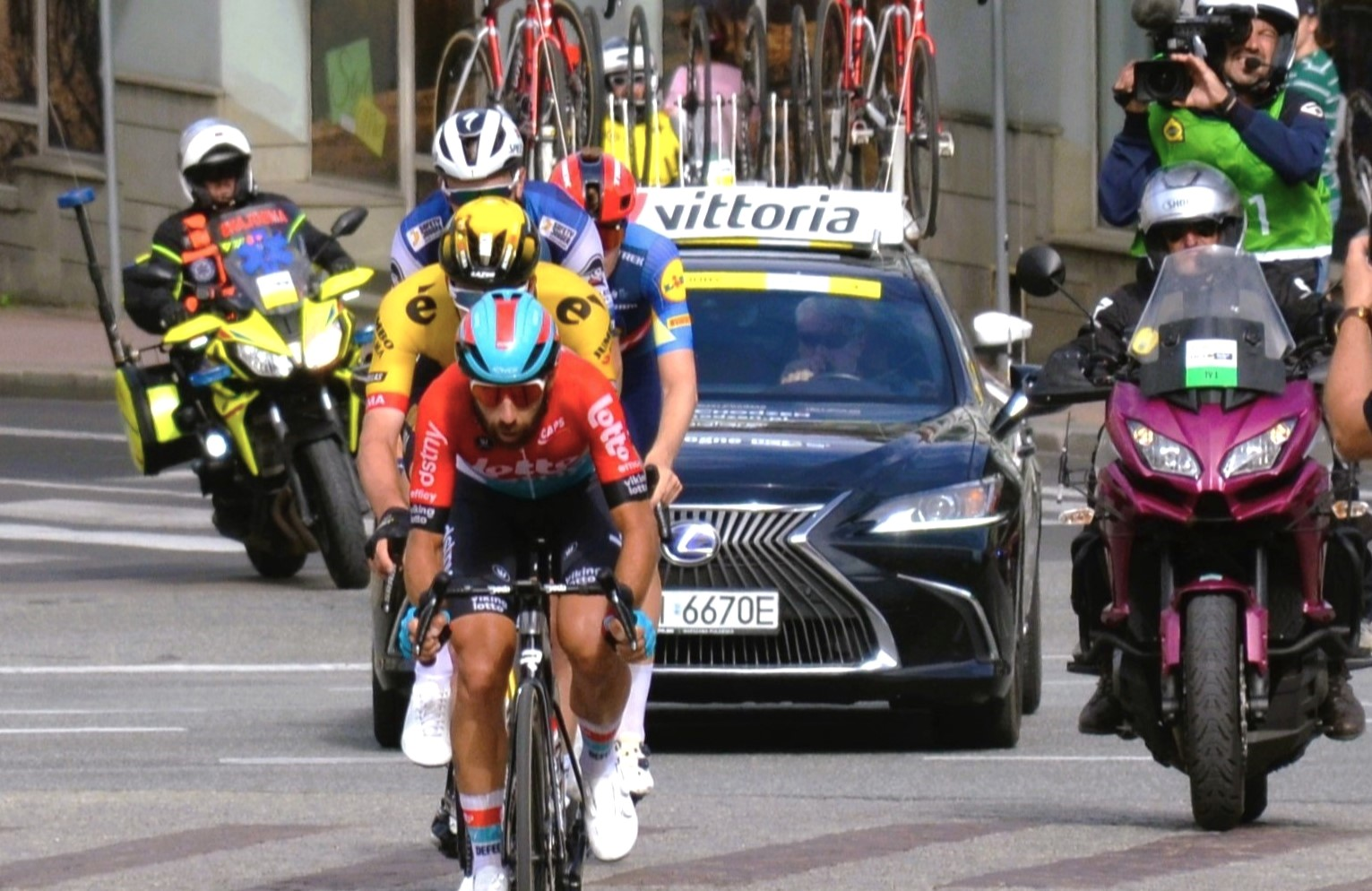
Etappe 5: Bielsko-Biała

Die fünfte Etappe führte die Fahrer in die Karpaten, wobei die Strecke zwischen den Städten Pszczyna und Bielsko-Biała verlief. Die ersten 50 Kilometer führten flach nach Ustroń, wo der erste Zwischensprint ausgefahren wurde. Im Anschluss nahmen die Fahrer kurz nach Wisła die Przełęcz Szarcula in Angriff, auf der eine Bergwertung der 2. Kategorie unter dem Namen Zameczek (768 m) abgenommen wurde. In Istebna erfolgte der zweite Zwischensprint, ehe ein längerer, nicht-kategorisierter Anstieg in Jaworzynka folgte. Etwa zur Hälfte der Etappe wurde auf dem Ochodzita (825 m) eine Bergwertung der 1. Kategorie ausgefahren. Nun führte die Strecke erneut über Jaworzynka und Istebna nach Wisła, wo mit der Przełęcz Salmopolska (919 m) der höchste Pass der Rundfahrt in Angriff genommen wurde. Auf der Passhöhe der rund neun Kilometer langen Auffahrt wurde rund 50 Kilometer vor dem Ziel eine Bergwertung der 1. Kategorie angenommen, ehe eine längere Abfahrt nach Wilkowice folgte, wo der letzte Zwischensprint ausgefahren wurde. Im Finale wurde im Zielort Bielsko-Biała ein 7,4 Kilometer langer Rundkurs befahren, der dreimal absolviert werden musste. Jede Runde beinhaltete einen 2,5 Kilometer langen Schlussanstieg, an, dessen Ende sich die Ziellinie befand. Der Zielstrich befand sich auf der Aleja Armii Krajowej unweit der Kreuzung zur Karbowa.
| Platz | Fahrer              | Nation | Team                  | Zeit                   |
| ----- | ------------------- | ------ | --------------------- | ---------------------- |
| 01.   | Marijn van den Berg | NED    | EF Education-EasyPost | 4:51:27 h (40,92 km/h) |
| 02.   | Matej Mohorič       | SLO    | Bahrain Victorious    | "                      |
| 03.   | João Almeida        | POR    | UAE Team Emirates     | "                      |
| 04.   | Michał Kwiatkowski  | POL    | Ineos Grenadiers      | "                      |
| 05.   | Finn Fisher-Black   | NZL    | UAE Team Emirates     | "                      |
| 06.   | Andreas Kron        | DEN    | Lotto Dstny           | "                      |
| 07.   | Sergio Higuita      | COL    | Bora-hansgrohe        | "                      |
| 08.   | Lewis Askey         | GBR    | Groupama-FDJ          | "                      |
| 09.   | Christian Scaroni   | ITA    | Astana Qazaqstan Team | "                      |
| 10.   | Marcin Budziński    | POL    | Polen                 | "                      |

| Platz | Fahrer              | Nation | Team                  | Zeit       |
| ----- | ------------------- | ------ | --------------------- | ---------- |
| 01.   | Matej Mohorič       | SLO    | Bahrain Victorious    | 22:29:32 h |
| 02.   | João Almeida        | POR    | UAE Team Emirates     | + 0:12 min |
| 03.   | Rafał Majka         | POL    | UAE Team Emirates     | + 0:16 min |
| 04.   | Michał Kwiatkowski  | POL    | Ineos Grenadiers      | + 0:18 min |
| 05.   | Oscar Onley         | GBR    | Team DSM              | + 0:26 min |
| 06.   | Eddie Dunbar        | IRL    | Team Jayco AlUla      | "          |
| 07.   | Ilan Van Wilder     | BEL    | Soudal Quick-Step     | "          |
| 08.   | Samuele Battistella | ITA    | Astana Qazaqstan Team | "          |
| 09.   | Sylvain Moniquet    | BEL    | Lotto Dstny           | "          |
| 10.   | Lenny Martinez      | FRA    | Groupama-FDJ          | "          |

Etappe 6: Katowice – Katowice (16,6 km)
Die sechste Etappe wurde im Rahmen eines Einzelzeitfahren mit Start und Ziel in Katowice ausgetragen. Der Start der flachen Strecke erfolgte vor dem Konzertsaal des Nationalen Symphonieorchester des Polnischen Rundfunks. Im Anschluss führte die Fahrtrichtung gen Osten, ehe die Wilson Shaft Gallery erreicht wurde. Hier drehte die Fahrtrichtung und die Fahrer passierten Katowice im Süden, wobei sie den Dolina Trzech Stawów überquerten. Die letzten Kilometer führten zur Spodek (Arena), wo sich die Ziellinie auf der Aleja Wojciecha Korfantego befand.
| Platz | Fahrer             | Nation | Team              | Zeit                   |
| ----- | ------------------ | ------ | ----------------- | ---------------------- |
| 01.   | Mattia Cattaneo    | ITA    | Soudal Quick-Step | 0:19:10 h (51,96 km/h) |
| 02.   | João Almeida       | POR    | UAE Team Emirates | + 0:13 min             |
| 03.   | Geraint Thomas     | GBR    | Ineos Grenadiers  | + 0:14 min             |
| 04.   | Finn Fisher-Black  | NZL    | UAE Team Emirates | + 0:16 min             |
| 05.   | Tim Wellens        | BEL    | Lotto Dstny       | + 0:17 min             |
| 06.   | Ilan Van Wilder    | BEL    | Soudal Quick-Step | + 0:18 min             |
| 07.   | Kévin Vauquelin    | FRA    | Team Arkéa-Samsic | "                      |
| 08.   | Michał Kwiatkowski | POL    | Ineos Grenadiers  | + 0:21 min             |
| 09.   | Tobias Foss        | NOR    | Jumbo-Visma       | "                      |
| 10.   | Brandon McNulty    | USA    | UAE Team Emirates | + 0:24 min             |

| Platz | Fahrer              | Nation | Team                  | Zeit       |
| ----- | ------------------- | ------ | --------------------- | ---------- |
| 01.   | Matej Mohorič       | SLO    | Bahrain Victorious    | 22:49:07 h |
| 02.   | João Almeida        | POR    | UAE Team Emirates     | "          |
| 03.   | Michał Kwiatkowski  | POL    | Ineos Grenadiers      | + 0:14 min |
| 04.   | Ilan Van Wilder     | BEL    | Soudal Quick-Step     | + 0:19 min |
| 05.   | Mattia Cattaneo     | ITA    | Soudal Quick-Step     | + 0:38 min |
| 06.   | Brandon McNulty     | USA    | UAE Team Emirates     | + 0:39 min |
| 07.   | Eddie Dunbar        | IRL    | Team Jayco AlUla      | + 0:52 min |
| 08.   | Rafał Majka         | POL    | UAE Team Emirates     | + 0:55 min |
| 09.   | Samuele Battistella | ITA    | Astana Qazaqstan Team | + 0:57 min |
| 10.   | Oscar Onley         | GBR    | Team DSM              | + 1:04 min |

Etappe 7: Zabrze – Krakau (166,6 km)
Die siebte und letzte Etappe startete in Zabrze und führte nach Krakau, wo das Rennen auf dem traditionellen Rundkurs zu Ende ging. Nach rund 70 Kilometern wurde in Wilamowice der erste Zwischensprint ausgefahren, ehe in Witanowice (295 m) eine Bergwertung der 3. Kategorie abgenommen wurde. In Kaszów folgte die die letzte Bergwertung (ebenfalls 3. Kategorie), bevor kurz vor Krakau in Kryspinów der letzte Spezial-Sprint erfolgte. Der Finale Rundkurs war 5,1 Kilometer lang und musste dreimal absolviert werden. Er führte unter anderem an dem Nationalmuseum vorbei und endete neben dem Cracovia-Stadion.
| Platz | Fahrer                | Nation | Team                     | Zeit                   |
| ----- | --------------------- | ------ | ------------------------ | ---------------------- |
| 01.   | Tim Merlier           | BEL    | Soudal Quick-Step        | 3:28:44 h (47,88 km/h) |
| 02.   | Arvid de Kleijn       | NED    | Tudor Pro Cycling Team   | "                      |
| 03.   | Fernando Gaviria      | COL    | Movistar                 | "                      |
| 04.   | Gerben Thijssen       | BEL    | Intermarché-Circus-Wanty | "                      |
| 05.   | Paul Penhoët          | FRA    | Groupama-FDJ             | "                      |
| 06.   | Stanisław Aniołkowski | POL    | Human Powered Health     | "                      |
| 07.   | Pierre Gautherat      | FRA    | AG2R Citroën Team        | "                      |
| 08.   | Rüdiger Selig         | GER    | Lotto Dstny              | "                      |
| 09.   | Matteo Moschetti      | ITA    | Q36.5 Pro Cycling Team   | "                      |
| 10.   | Andrea Pasqualon      | ITA    | Bahrain Victorious       | "                      |

| Platz | Fahrer              | Nation | Team                  | Zeit       |
| ----- | ------------------- | ------ | --------------------- | ---------- |
| 01.   | Matej Mohorič       | SLO    | Bahrain Victorious    | 26:17:48 h |
| 02.   | João Almeida        | POR    | UAE Team Emirates     | + 0:01 min |
| 03.   | Michał Kwiatkowski  | POL    | Ineos Grenadiers      | + 0:17 min |
| 04.   | Ilan Van Wilder     | BEL    | Soudal Quick-Step     | + 0:22 min |
| 05.   | Mattia Cattaneo     | ITA    | Soudal Quick-Step     | + 0:41 min |
| 06.   | Brandon McNulty     | USA    | UAE Team Emirates     | + 0:42 min |
| 07.   | Eddie Dunbar        | IRL    | Team Jayco AlUla      | + 0:55 min |
| 08.   | Rafał Majka         | POL    | UAE Team Emirates     | + 0:58 min |
| 09.   | Samuele Battistella | ITA    | Astana Qazaqstan Team | + 1:00 min |
| 10.   | Oscar Onley         | GBR    | Team DSM              | + 1:07 min |

## Wertungen im Verlauf
| Etappe         | Etappensieger       | Gesamtwertung | Sprintwertung | Bergwertung      | aktivster Fahrer | Teamwertung       |
| -------------- | ------------------- | ------------- | ------------- | ---------------- | ---------------- | ----------------- |
| 1              | Tim Merlier         | Tim Merlier   | Tim Merlier   | Norbert Banaszek | Patryk Stosz     | Jumbo-Visma       |
| 2              | Matej Mohorič       | Matej Mohorič | Matej Mohorič | Lucas Hamilton   | Patryk Stosz     | UAE Team Emirates |
| 3              | Rafał Majka         | Matej Mohorič | Matej Mohorič | Jacopo Mosca     | Patryk Stosz     | UAE Team Emirates |
| 4              | Olav Kooij          | Matej Mohorič | Matej Mohorič | Jacopo Mosca     | Patryk Stosz     | UAE Team Emirates |
| 5              | Marijn van den Berg | Matej Mohorič | Matej Mohorič | Markus Hoelgaard | Patryk Stosz     | UAE Team Emirates |
| 6              | Mattia Cattaneo     | Matej Mohorič | João Almeida  | Markus Hoelgaard | Patryk Stosz     | UAE Team Emirates |
| 7              | Tim Merlier         | Matej Mohorič | Matej Mohorič | Markus Hoelgaard | Patryk Stosz     | UAE Team Emirates |
| Wertungssieger | Wertungssieger      | Matej Mohorič | Matej Mohorič | Markus Hoelgaard | Patryk Stosz     | UAE Team Emirates |